# Ludwigsvorstadt-Isarvorstadt
Ludwigsvorstadt-Isarvorstadt, Stadtbezirk 2 Ludwigsvorstadt-Isarvorstadt – 2. okręg administracyjny Monachium, w Niemczech, w kraju związkowym Bawaria, położony w centralnej części miasta. W 2013 roku okręg zamieszkiwało 50 620 mieszkańców.